# Penaten
Die Penaten (lateinisch: (Dii) Penates) waren in der römischen Religion die Schutzgötter der Vorräte.
Sie gehörten zu den privaten Schutzgöttern eines Haushalts und waren eine Besonderheit der römischen Religion. Zusammen mit anderen Göttern schützen sie die Familie und deren Haushalt. Die Penaten waren für den Herd und die Vorratskammer zuständig – sie sorgten dafür, dass die kostbare Glut nicht erkaltete, nachts die Ratten nicht an die Speisevorräte gingen, und sie mussten den Koch anregen, etwas Schmackhaftes zu kochen. Ihr Name leitet sich von dem lateinischen Wort für „Vorratskammer“ – penus – ab. Da die Penaten die Seelen verstorbener Vorfahren waren, waren sie an ihre Familie gebunden und gingen mit, wenn die Familie umzog. Von Geschlecht und Wesen her unbestimmt traten sie immer zu zweit oder zu dritt auf und teilten ihre Zuständigkeit zwischen Herd, Essen und den Getränken. Der Herd war ihr Altar.
Nach der Sage brachte Aeneas die Penaten von Troja nach Latium, wo ihnen die römischen Beamten beim Amtsantritt in Lavinium ein Opfer darbrachten. In Rom stand ein Heiligtum (aedes) der Penaten auf der Velia.